# Calicut
Calicut (Kozhikode eller Kalikut) er en by i Indien på vestkysten sydvest for Bangalore i den indiske delstat Kerala.
På en række sprog har kalkunen sit navn efter denne by, således på hollandsk kalkoen, på dansk og norsk kalkun, på svensk kalkon og på papiamento kalakuna.
Calicut var i 1700-tallet hjemsted for et dansk faktori.